# Antonino Tringali Casanuova
Casanuova Tringali, italijanski general, * 1888, † 1943.